# Symperga puncticollis
Symperga puncticollis är en skalbaggsart som beskrevs av Stefan von Breuning 1940. Symperga puncticollis ingår i släktet Symperga och familjen långhorningar. Inga underarter finns listade i Catalogue of Life.